# Kryo
Qualcomm Kryo — семейство процессоров на основе архитектуры ARM. Используются в составе SoC Snapdragon и являются преемником 32-битных ядер Krait.

## Описание
Kryo — серия модифицированных ARM-процессоров компании Qualcomm. Процессоры реализованы с использованием 64-битных команд ARMv8-A архитектуры. Техпроцесс от 14 до 7 нм.

## Kryo 2xx Серия

### Kryo 240
Применяется в SoC Snapdragon 460, с тактовой частотой 1.8 ГГц и техпроцессом 11 нм.

### Kryo 250
Представлен в SoC Snapdragon 632. Тактовая частота 1.8 ГГц, техпроцесс 14 нм FinFET.

### Kryo 260
Применяется в SoC Snapdragon 636, 660 и 665. Особенности: 8 ядер, тактовая частота до 2.2 ГГц в Snapdragon 660, до 2.0 ГГц в Snapdragon 665 и до 1.8 ГГц в 636, техпроцесс 14 нм в Snapdragon 636 и 660, техпроцесс 11 нм в Snapdragon 662 и 665..

### Kryo 280
Применяется в SoC Snapdragon 835. Особенности: 8 ядер, тактовая частота до 2.45 ГГц, техпроцесс 10 нм.

## Kryo 3xx Серия

### Kryo 360
Применяется в SoC Snapdragon 710. CPU имеет две версии ядер — Gold и Silver. Тактовая частота Gold ядер до 2.2 ГГц, техпроцесс 10 нм.

### Kryo 385
Анонсирован в декабре 2017 года. Предназначен для SoC Snapdragon 845. CPU состоит из 8 ядер, тактовая частота до 2,8 ГГц. Техпроцесс 10 нм.

## Kryo 4xx Серия

### Kryo 460
Процессор для SoC среднего уровня Snapdragon 675. Состоит из двух кластеров — Gold и Silver. Тактовая частота высокопроизводительного кластера 2.0 ГГц, поддерживается технология ARM DynamIQ. Процессор производится по 11 нм техпроцессу.

### Kryo 485
Анонсирован на Snapdragon Tech Summit 4 декабря 2018 года. Новый процессор будет входить в состав SoC Snapdragon 855 и имеет три кластера ядер. Так, CPU состоит из одного высокопроизводительного ядра Kryo 485 Gold Prime на частоте 2.84 ГГц и трех Kryo 485 Gold средней производительности 2.42 ГГц, 4 энергоэффективных Kryo 485 Silver с частотой 1.8 ГГц. Основой для нового процессора послужили ядра Cortex-A76 для Gold Prime и Gold, Cortex-A55 для Silver. Новый процессор выполнен по 7 нм техпроцессу и стал на 45 % мощнее.

## Серия Kryo 5xx

### Kryo 585
Процессоры серии Kryo 5xx оснащены полу-пользовательскими ядрами Prime/Gold и Silver, производными от ARM Cortex-A77 и Cortex-A55 соответственно, расположенными в конфигурациях с DynamIQ.
Процессор Kryo 585 был анонсирован с Snapdragon 865 4 декабря 2019 года. Qualcomm заявляет о повышении производительности до 25 % и повышении эффективности на 25 % по сравнению с Kryo 485 модели 855.
- 865: Kryo 585/Prime 1x2.84ГГц + Kryo 585/Gold 3x2.42ГГц + Kryo 585/Silver 4x1.80GHz
- 1x512КБ sL2 кэш у Prime, 3x256КБ sL2 кэш у Gold и 4x128КБ sL2 кэш у Silver
- 4 МБ кэш-памяти sL3 и 3 МБ кэш-памяти системного уровня
- TSMC 7 нм Процесс (N7P)

### Kryo 560
Kryo 560 CPU анонсирован вместе со Snapdragon 690 в июне 2020 год. Qualcomm заявляет об увеличении производительности на 20 % по сравнению с Kryo 460 в Snapdragon 675.
- 690: 2x Kryo 560 Gold @ 2.0GHz + 6x Kryo 560 Silver @ 1.70GHz
- 1MB system level cache
- Samsung 8nm LPP Process